# Portrait de Gabriel Bernard de Rieux
Portrait de Gabriel Bernard de Rieux est un tableau réalisé par le peintre français Maurice-Quentin de La Tour en 1739-1741. Exécuté au pastel et à la gouache sur papier monté sur toile, ce portrait de Gabriel Bernard de Rieux représente le président de la Deuxième Chambre des Enquêtes du Parlement de Paris assis à un bureau, livre en main, devant un paravent orné. Exposée au Salon de peinture et de sculpture en 1741, l'œuvre fait partie depuis 1994 des collections du J. Paul Getty Museum de Los Angeles, aux États-Unis.

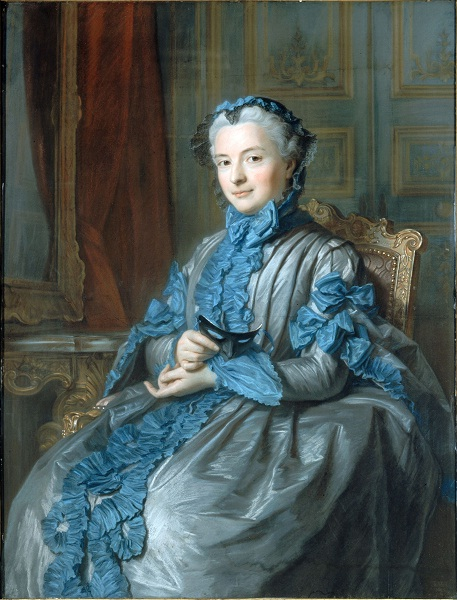
Portrait de Madame la présidente de Rieux, en habit de bal, tenant un masque, 1742, Musée Cognacq-Jay.